# Xã Richhill, Quận Greene, Pennsylvania
Xã Richhill (tiếng Anh: Richhill Township) là một xã thuộc quận Greene, tiểu bang Pennsylvania, Hoa Kỳ. Năm 2010, dân số của xã này là 896 người.